# 杨德振
杨德振（1965年7月—），贵州省黎平县人，侗族，中华人民共和国政治人物。

## 生平
1965年7月，杨德振出生在贵州省黎平县。1985年，杨德振进入贵州民族学院（今贵州民族大学）中文系汉语言文学专业学习，1989年4月毕业前加入中国共产党。
1989年大学毕业后，杨德振被分配至铜仁地区人大工委办公室任秘书科工作员，1993年10月升任副科长。1997年7月，杨德振调任中共铜仁地委组织部干部一科副主任科员，1999年1月出任主任科员，之后担任副科长、科长。
2005年2月，杨德振调任中共松桃苗族自治县委常委、组织部部长，2010年1月兼任副县长。
2012年6月，杨德振调任中共印江土家族苗族自治县委副书记。
2013年11月，杨德振调任中共玉屏侗族自治县委副书记、县人民政府县长、玉屏经济开发区党工委书记、管委会主任，2021年2月兼任铜仁市政协党组成员，同年3月起兼任铜仁市政协副主席。

### 落马
2017年5月，因玉屏侗族自治县在饮用水源一级保护区内未批先建项目和贯彻落实环境保护决策部署不力问题，县长杨德振的处理按程序办理。同年7月，玉屏侗族自治县爆发了“扶贫办严重腐败窝案”，涉及党员干部11人，时任中共玉屏侗族自治县委书记王俊铭、县长杨德振被组织约谈。
2024年8月3日，杨德振涉嫌严重违纪违法接受省纪委监委纪律审查和监察调查。其搭档中共玉屏县委书记王俊铭在2020年1月被查。